# NGC 4471
NGC 4471 é uma estrela na direção da constelação de Virgo. O objeto foi descoberto pelo astrônomo Julius Schmidt em 1861, usando um telescópio refrator com abertura de 6,2 polegadas. 